# 谷山雄二朗
谷山 雄二朗（たにやま ゆうじろう、1973年〈昭和48年〉1月3日 - ）は、日本の政治活動家、芸術家、俳優、海外テレビ番組プレゼンター。『Our Man in Japan』では、主役ジェームズ・メイの案内役として出演し、歴史・文化からメイドカフェ、相撲、テクノロジー等を紹介した。
ブロードキャスター、ジャーナリスト、映画監督、作家、映像クリエーター、通訳、プロデューサー・俳優、イベント司会者 としても活動している。Japan Broadcasting.net 株式会社 代表取締役CEO。

## 経歴
鎌倉で小学校2年生まで過ごし、小3から小6までを南オーストラリア州アデレードで過ごす。中学時代は、バンコクのInternational School Bangkokにて過ごす。アメリカの政治家ティモシー・フランツ・ガイトナーは、ハイスクールの先輩にあたる。慶應義塾大学経済学部卒業。
2003年に出版したデビュー作『F.U.C.K, I Love Japan!』（主婦の友社刊）では、憲法改正の実現、愛国心を育む教育改革を提唱している。
2011年2月22日、東京都知事選挙への出馬をFacebookにて表明。インターネット選挙解禁、世界一の国際観光シティ「世界をつなぐ都市、TOKYO」への変貌を主張。羽田のチャンギ空港級に拡大した上での24時間化、世代チェンジを主張した。東京都知事選中、アメリカのTIME誌(2011/4/4号）に最年少候補、および日本を根本から変革しうる「New Generationの男」として紹介される。政見放送では、途中でしゃべるべきことを忘れて頭を抱えるというトラブルがあったが、最後は「ジャパ～ン!ネバーギブア～ップ!!」と叫んだ。10300票で落選。 
2011年3月、東日本大震災の発生を受けて、宮城地震被害者を助ける募金を立ち上げ国内外に義援金を呼びかけた。同年8月15日に、Amazonから著書『Fukushima 3/11 & Japan's Government. WHY IT SUCKS』を発売。「フクシマ」の真実、永田町政治の限界を英語で書き下ろしている。
2011年11月6日、洪水によって被災したタイを支援するためのチャリティコンサート「Pray For Thailand タイを応援しよう！」を開催。タイ赤十字を通じて義援金を届けた。またコンサートの模様はUstreamで全世界に向けて生放送され、その後YouTubeに完全版、ハイライト、3分バージョンを投稿した。
2012年7月、8月には、日本の領土問題について考える動画を公開した。
また、平和かつ民主的に竹島問題を解決する為に、国際司法裁判所において法廷を開き、国際法に結論を委ねることを請願するために、既定数の署名を集める「竹島問題ー国際司法裁判所で法廷を開く請願書チャレンジ」を開始。
2012年11月8日、自身の政策に賛同する人にOne Coin（ワンコイン＝500円）から寄付を募る ”ONE COIN DEMOCRACY"をFacebook 「世界をつなぐ都市、TOKYO」およびYouTubeで発表。2013年6月3日、最新の日本および日本人の思いを英語と日本語でグローバルに届けることを目指すサイバーTV局 & プラットフォーム「Japan Broadcasting.net」を創設し、開局。CEOに就任。
2016年7月の東京都知事選挙にも出馬したが、落選。

## 人物
英語、アメリカ英語、タイ語の話者でもあり、これまでにヒクソン・グレイシー、ランディ・バースの通訳などを務めた。
趣味でランニングと自転車をしており、世界の貧困撲滅を目標に活動する団体オックスファム主催「第一回 100KM 山越えレースOxfam Trailwalker」を鎌倉のチーム「R134 United」 の初代メンバーとして完走しているほか、Phuket International マラソンを「ドラえもん」の姿で3年連続で完走した。日タイ修好125周年の2012年には、ラグーナプーケット国際マラソン東京公式ランナーに任命され、フルマラソンを完走。ランニングチームJPN48 (Japan Pride moNsters)を立ち上げ、Made in Japanの科学技術を生かした’蚊帳'Olysetを普及させるために、ファンドレイジングを設立した。
イギリスのBBC、ITV、オランダのRTL、中国のHunan-TVなどの海外テレビ番組に司会者・俳優として出演。2011年から尖閣諸島をはじめ、歴史問題をテーマにした英語スピーチを国内外で発表。 2015年、シアトル近郊のセントラル・ワシントン大学で行った演説では、新たな歴史観をアメリカ国民に訴えた。
2016年5月27日（日本時間）、米国オバマ大統領の広島訪問に合わせて生放送された AlJazeeraの英語ディベート番組『The Stream』 にゲスト出演。テーマは原爆・日米同盟の今後・南シナ海・憲法改正。長編ドキュメンタリー『スコッツボロー・ガールズ』 の映画監督・プロデューサーとして、ジャーナリストの櫻井よしこ氏と言論TVで対談。2017年より、毎週コラム『谷山雄二朗のばかモン英語塾』 を産経新聞で連載した。

## 慰安婦問題への取り組み
2014年8月、プロデューサー・映画監督として「スコッツボロー・ガールズ」を製作
2014年10月、ジャーナリストの櫻井よしこの産経新聞コラム「美しき強き国へ」に登場
2014年10月、櫻井よしこの「言論TV」にゲスト出演
2015年4月、アメリカ合衆国ワシントン州 Central Washington大学シアターにて慰安婦について英語演説。
2015年4月15日　ドキュメンタリー映画「スコッツボローガールズ」全米リリース
2015年5月、アルジャジーラのテレビ番組「慰安婦ディベート」出演

## 政策・主張

### 憲法9条改正
日本国憲法第9条改正を提唱。「自らを自分の手で守らない国が滅びることは、歴史が証明している」と主張。

### 歴史認識
「総理大臣が堂々と靖国参拝できる国へ」を提唱し、東京都知事選出馬の際は靖国の桜の下で街頭演説を行う。"Yasukuni Shrine for World Peace" と英語字幕付きで、外国人にも「1868年の戊辰戦争以来、靖国神社は常に平和を祈る場所である」と主張している。
日本史の必修化を主張。トークショーやブログでは、「世界で自国の歴史が高校で必修でない国は日本ぐらいだ。21世紀の今、日本をフツーに愛する教育にチェンジすべき」と主張している。

### 内政・外交
道州制を推進。日本を8つの独立国に分割する「UNITED STATES OF JAPAN (USJ)=日本連合」を提唱。東京D.C.(都)、北海道State（札幌）、東北State（仙台）、関東State（横浜）、中部State（名古屋）、関西State(大阪）、中国・四国State（広島）、九州・沖縄State（福岡）にし、各州、都独自の憲法・法律、税金システム・予算設定、組織構築の準備を行う。
2011年・2016年東京都知事選挙の公約では、「TOKYOの世界一の国際観光都市化」を主張。東京国際空港を24時間フル稼働、24時間地下鉄、羽田空港内にカジノの設置、地下鉄/バスを100円均一にし、ソウルのように乗り換えを無料化、無料都立インターナショナル・スクール10校、法人税50%引き下げによる海外企業誘致、雇用増大などを主張している。
農業を自由化し、地方活性化の具体案として農業規制を全廃する事を主張。また、ブログなどでは「TPPに参加し世界と競争すべき。日本なら勝てる」と主張。

## 出演
- 英国BBC “Hidden Japan Series” レギュラー司会
- 英国Channel 5 コメディ・ドキュメンタリー番組 “Turning Japanese” Yujiro役
- 英国ITVチャンネル（民放）“Keith Lemon’s Very Brilliant World Tour” グレン役
- 桂由美Weddingブライダル・ショー MC
- Nickelodeon 子供チャンネル レギュラーMC
- 中国HUNAN TV(雲南TV)“The Crunch” 肉体サバイバル番組に日本代表として出演(2009年秋～2010年冬放送)
- オランダRTLチャンネル “Lost in Tokyo” 説教サムライマスター・Mr.Yamasoto役
- 雑誌Cawaii! 公開イヴェント＠原宿クエストホール MC
- NHK 「幕末・ライバル日本史/ ジョン万次郎vsジョセフヒコ」 ジョセフ・ヒコ役
- テレビ東京 秋元康ドラマ「ワンシーン」準主役カオル役
- フジテレビ 金曜エンタテインメント「山村美紗の赤い霊柩車シリーズ」 橋口警部補役
- スカイパーフェクTV 「子供アニメ・ニコロデオン」チャンネルMC
- 日本テレビ 小京都ミステリー「津軽弘前殺人事件」 ボクサー役
- TBS “SASUKE” スピン丸太でドブ池に落下（ファースト・ステージ敗退）
- TOKYO MX “ゼベックOnline”レギュラー司会
- 名古屋テレビ（メーテレ）“夜だMONDE”レギュラー出演
- スペースシャワーTV「CHECKER」レギュラーMC
- テレビ大阪 「バットファクトリー」レギュラーMC
- 『Word of the day(BBC)』
- 『Justin Lee Collins TURNING JAPANESE(イギリスChannel5)』
- アメリカ国務省主催映像コンペティションDemocracy Video Challenge 第1回 ファイナリスト受賞『Democracy & Obama City』
- 2016年5月27日（日本時間）、米国オバマ大統領の広島訪問に合わせて生放送された AlJazeeraの英語ディベート番組, 『The Stream』 にゲスト出演。
- Amazon ビデオ ジェームズ・メイの日本探訪

### 俳優およびディレクターとして
- MTVヨーロッパ・Music Video グランプリ受賞作品 "Wavy Gravy" 主演 (2000)
- "POWER BALANCE" シリコンブレスレットPVを製作
- SONY MUSIC ENTERTAINMENT 海外向けPV製作（木村カエラ、西野カナ、奥田民生、CHEMISTRYなど出演）
- デジタルカメラの"OLYMPUS", "GE" 提供インターネットTV番組 ”山岸伸の世界の光の中で" 映像DIRECTOR
- 「A,KB48」 日本財団主催映像コンペティション「日本ドキュメンタリー動画祭2010」優秀賞受賞（監督・主演）
- 『堂々日本史（NHK) 明治維新後に活躍したジョセフ・ヒコ役』(1995)
- 『ワンシーン (秋元康ドラマ)|テレビ東京 にカオル役で準主演』(1998・主役は原田龍二）
- 『金曜エンターテインメント（テレビドラマ）ボクサー役』
- 『火曜サスペンス劇場 (テレビドラマ)赤い霊柩車シリーズ・橋口警部補役』
- 『さぶ（映画・山本周五郎作・三池崇史監督）小伝馬町の牢獄に収監された罪人役』(2003)
- 「民主党はバカじゃない"The Democratic Party is NOT Stupid"」(YouTube)

その他、社会派からコメディ、エコロジーまで様々なPVを手がけている。
- NTTぷららCM "Destiny版" 主演 (2016)
- NTTぷららCM "OMG版 ”主演 (2016)

## ナレーション
- NHK 怪獣総選挙 カウントダウンMC *「NHK怪獣総選挙」
- テレビドラマ”LOST” CM
- NHKラジオ(第一) 「亀淵昭信のいくつになってもロケンロール」タイトルコール
- 中島みゆき「帰れない者たちへ」ラジオCM
- 矢野顕子 “Presto”ラジオCM
- SUBARU 「ミッドナイトクルーズ」ラジオCM
- BSフジ「サッカーダイジェスト」テレビCM
- クラリオン テレビCM
- 三菱自動車 ラジオCM

## 受賞歴
- 監督・主演した「Democracy & Obama City」が、アメリカ国務省・YouTube主催の世界規模映像コンペティション“第一回Democracy Video Challenge”2009にて、ファイナリスト受賞。95カ国・900人の中から日本人で唯一ファイナリスト18人に選出。アメリカ大使館主席公使ジェームス・ズムワルトから表彰されている。
- ShortShorts Film Festival 2008 (米国アカデミー賞公認映画祭）にて、地球温暖化をテーマにした『Solarman』が、六本木ヒルズTohoシネマズ特別上映作品に選ばれる。

## 著書
- 『Fukushima 3/11 & Japan's Government. WHY IT SUCKS』（電子書籍、全編英語）
- 『F.U.C.K, I Love Japan!』（主婦の友社、ISBN 4072394513）

憲法改正、軍事力を明確に保持する国家として独立、道州制、時事問題および教育をテーマにしたノンフィクション本
- 『BOSE [Kindle版]』

英語歴史小説。ボーズとは「インド独立の父」と呼ばれているスバス・チャンドラ・ボース